# Plan(s) rapproché(s)
Plan(s) rapproché(s) est une émission de télévision mensuelle diffusée sur TCM France (groupe Time Warner France) depuis décembre 2002.
Collection documentaire sur les grands classiques du cinéma américain, ce programme se propose d'initier les téléspectateurs de façon complice et légère aux arcanes de l'écriture cinématographique, en posant à chaque épisode un regard singulier sur un grand film de l'histoire du cinéma, sélectionné dans la programmation de TCM France. 
Commentée par un regard passionné, "Plans Rapprochés" confie chaque épisode à une personnalité différente, le soin de révéler les subtilités d'un film qui l'a particulièrement touché. Selon un dispositif épuré s'appuyant sur de nombreux extraits, chaque épisode offre ainsi un point de vue intime et personnel sur un film d'exception, autant qu'une multitude de repères sur sa production, sa réalisation ou sa rencontre avec le public.
En octobre 2013, 136 épisodes ont été produits, dont certains présentés par des personnalités comme Pierre Lescure, Bertrand Tavernier, Claude Chabrol, Étienne Chatiliez, Jean-Pierre Jeunet, Thierry Ardisson, Emma de Caunes, Julie Gayet, Virginie Ledoyen, Frédéric Taddeï, ...

## Liste des épisodes produits
(octobre 2013)
1. Autant en Emporte le Vent  / (Gone with the wind), de Victor Fleming, par Vincy Thomas
2. Casablanca / (Casablanca), de Michael Curtiz, par Romain de Sailly
3. Victor Victoria / (Victor Victoria), de Blake Edwards, par Christophe Carrière
4. Le Kid de Cincinnati / (Cincinnati Kid), de Norman Jewison, par David Martinez
5. Air Force / (Air Force), de Howard Hawks, par Frédéric Sabouraud
6. La Machine à explorer le temps / (Time machine), de George Pal, par Christophe Carrière
7. Les Contrebandiers de Moonfleet / (Moonfleet), de Fritz Lang, par Nicolas Saada
8. Furie / (Fury), de Fritz Lang, par Arnaud Debrée
9. Mariage royal / (Royal wedding), de Stanley Donen, par Vincent Thomas
10. Amarcord / (Amarcord), de Federico Fellini, par Jean Antoine Gili
11. Tous en scène / (The Band Wagon), de Vincente Minnelli, par Olivier Nicklaus
12. La Mort aux trousses / (North by Northwest), de Alfred Hitchcock, par Nicolas Saada
13. Scaramouche / (Scaramouche), de Georges Sidney, par Patrick Brion
14. Un Américain à Paris / (An American in Paris), de Vincente Minnelli, par Agnès Poirier
15. Le Grand Passage / (Northwest Passage), de King Vidor, par Franck Garbarz
16. Strawberry blonde / (The Strawberry blonde), de Raoul Walsh, par Bertrand Tavernier
17. Meurtre au chenil / (The kennel murder case), de Michael Curtiz, par Bertrand Tavernier
18. Le Fils du désert / (Three Godfathers), de John Ford, par Christian Viviani
19. Un homme est passé / (Bad Day at Black Rock), de John Sturges, par Christophe Le Caro
20. Brewster Mc Cloud / (Brewster Mc Cloud), de Robert Altman, par Christine Haas
21. Key Largo / (Key Largo), de John Huston, par Jean Douchet
22. L'Appât / (The Naked Spur), d'Anthony Mann, par Nicolas Saada
23. Pat Garrett et Billy le Kid / (Pat Garrett and Billy the Kid), de Sam Peckinpah, par Michel Lecourt
24. La Lettre / (The Letter), de William Wyler, par Vincy Thomas
25. L'Inspecteur Harry / (Dirty Harry), de Don Siegel, par David Martinez
26. La Nuit de l'iguane / (The Night of the Iguana), de John Huston, par Franck Garbarz
27. Traquenard / (Party Girl), de Nicholas Ray, par N.T Binh
28. Lolita / (Lolita), de Stanley Kubrick, par Arnaud Debrée
29. Blow up / (Blow up), de Michelangelo Antonioni, par Olivier Nicklaus
30. Mata-Hari / (Mata-Hari), de Georges Fitzmaurice, par Agnès Poirier
31. Les Révoltés du Bounty / (Mutiny of the Bounty), de Lewis Milestone, par Arnaud Debrée
32. Robin des Bois / (Robin Hood), de Franck Lloyd, par Christophe Carrière
33. Rendez-vous / (The Shop Around the Corner), d'Ernst Lubitsch, par Nicole Brenez
34. Mogambo / (Mogambo), de John Ford, par Vincy Thomas
35. Tarzan l'homme-singe / (Tarzan the Ape Man), de W. S. Van Dyke, par Sébastien Ors
36. Le Portrait de Dorian Gray / (The Picture of Dorian Gray), d'Albert Lewin, par Christophe Le Caro
37. 2001: l'Odyssée de l'espace / (2001: A Space Odyssey), de Stanley Kubrick par Michel Ciment
38. La Fille de Ryan / (Ryan's Daughter), de David Lean, par David Martinez
39. La Fièvre dans le sang / (Splendor in the Grass), d'Elia Kazan, par Marie Gérard
40. La belle de Moscou / (Silk Stockings), de Rouben Mamoulian, par NT Binh
41. Frontière chinoise / (Seven Women), de John Ford, par Vincy Thomas
42. Le Roman de Mildred Pierce / (Mildred Pierce), de Michael Curtiz, par Franck Garbarz
43. À l'est d'Éden / (East of Eden), d'Elia Kazan, par Olivier Nicklaus
44. Le Port de l'angoisse / (To Have and Have Not), d'Howard Hawks, par Agnès Poirier
45. Bonnie et Clyde / (Bonnie and Clyde), d'Arthur Penn, par Nicole Brenez
46. Bullitt/ (Bullitt), de Peter Yates, par Philippe Chany
47. Docteur Jivago / (Doctor Zhivago), de David Lean, par Arnaud Debrée
48. Les Ensorcelés / (The Bad and the Beautiful), de Vincente Minnelli, par Claude Miller
49. Jeremiah Johnson / (Jeremiah Johnson), de Sydney Pollack, par Jan Kounen
50. L'Inconnu / (The Unknown), de Tod Browning, par José Garcia
51. Votez McKay / (The Candidate), de Michael Ritchie, par Franck Garbarz
52. Les Affranchis / (Goodfellas), de Martin Scorsese, par Nicolas Saada
53. Reflets dans un œil d’or / (Reflections in a Golden Eye), de John Huston, par Michel Grisolia
54. Arsenic et vieilles dentelles / (Arsenic and Old Lace), de Frank Capra, par Vincy Thomas
55. La Monstrueuse Parade / (Freaks), de Tod Browning, par Philippe Decouflé
56. Poltergeist / (Poltergeist), de Tobe Hooper, par Dominique Issermann
57. Quand la ville dort / (Asphalt Jungle), de John Huston, par Alain Corneau
58. Get Carter / (La loi du milieu), de Mike Hodges, par Christophe Carrière
59. Beetlejuice/ (Beetlejuice), de Tim Burton, par Antoine de Baecque
60. L’Étoffe des héros / (The Right Stuff), de Philip Kaufman, par Pitof
61. Les Nuits rouges de Harlem / (Shaft), de Gordon Parks par Michel Alexandre
62. Annie Hall/ (Annie Hall), de Woody Allen, par Frédéric Beigbeder
63. Le Roi du tabac / (Bright Leaf), de Michael Curtiz, par Bernie Bonvoisin
64. Le Jour du vin et des roses / (Days of Wine and Roses), de Blake Edwards, par Anne Andreu
65. Rio Bravo/ (Rio Bravo), de Howard Hawks, par Eric Libiot
66. Délivrance / (Deliverance), de John Boorman, par Arnaud Debrée
67. Ben Hur / (Ben Hur) - 1925, de Fred Niblo, par Franck Poitrat
68. Les Rapaces / (Greed), de Eric Von Stroheim, par Olivier Nicklaus
69. Parade de printemps/ (Easter Parade), de Charles Walters, par N.T Binh
70. Barry Lyndon / (Barry Lyndon), de Stanley Kubrick, par Thierry Arbogast et Christophe Le Caro
71. Les Damnés / (The Damned), de Luchino Visconti, par Michel Reilhac
72. Planète interdite / (Forbidden Planet), de Fred Wilcox, par Thomas Sotinel
73. S.O.B. / (S.O.B.), de Blake Edwards, par Étienne Chatiliez
74. Un nommé Cable Hogue / (The Ballad of Cable Hogue), de Sam Peckinpah, par Pierre Lescure
75. American Graffiti / (American Graffiti), de George Lucas, par Philippe Manœuvre
76. Un Tramway nommé désir / (A Streetcar Named Desire), de Elia Kazan, par Sophie Avon
77. Les Hommes préfèrent les blondes / (Gentlemen Prefer Blondes), de Howard Hawks, par Pierre Murat
78. La Corde / (The Rope), d'Alfred Hitchcock, par Arnaud Debrée
79. Eyes Wide Shut / (Eyes Wide Shut), de Stanley Kubrick, par Olivier Nicklaus
80. L’Ennemi Public / (The Public Ennemy), de William A. Wellman, par Thierry Frémont
81. Il était une fois dans l’Ouest / (Once Upon a Time in the West), de Sergio Leone, par Jean-Pierre Jeunet
82. Bird / (Bird), de Clint Eastwood, par Serge Toubiana
83. L’Arnaque / (The Sting), de George Roy Hill, par Bruno Solo
84. Chantons sous la pluie / (Singin in the Rain), de Stanley Donen, par Emma de Caunes
85. Edward aux mains d’argent / (Edward Scissorhands), de Tim Burton, par Arnaud Debrée
86. The Big Lebowski / (The Big Lebowski)	, de Joel Cohen, par Christophe Carrière
87. L’Épouvantail / (Scarecrow), de Jerry Schatzberg, par Pierre Rissient
88. Punch Drunk Love / (Punch Drunk Love), de Paul Thomas Anderson, par Vincy Thomas
89. La Planète des singes / (Planet of the Apes), de Franklin Schaffner, par Rafik Djoumi
90. Casablanca / (Casablanca), de Michael Curtiz, par Frédéric Taddeï
91. Trainspotting / (Transpotting), de Danny Boyle, par Didier Verdurand
92. Tess / (Tess), de Roman Polanski, par Virginie Ledoyen
93. Nous nous sommes tant aimés / (C'eravamo tanto amati), d'Ettore Scola, par Thierry Ardisson
94. Blue Velvet / (Blue Velvet), de David Lynch, par Clotilde Courau
95. Le Prédateur / (The Hunger), de Tony Scott, par Benoit Gautier
96. Le Mépris / (Contempt), de Jean Luc Godard, par Alain Bergala
97. Douze Salopards / (The Dirty Dozen), de Robert Aldrich, par Jean-Marc Barr
98. The Barber, l’homme qui n’était pas là / (The Man who wasn’t there), de Joel Cohen, par Alexandre Tylski
99. La Chatte sur un toit brûlant / (Cat on a Thin Roof), de Richard Brooks, par Vincy Thomas
100. Harold et Maude / (Harold and Maude), de Hal Ashby, par Julie Gayet
101. La Fièvre au Corps / (Body Heat)  de Lawrence Kasdan, par Dominique Besnehard
102. Rosemary’s Baby / (Rosemary’s Baby), de Roman Polanski, par Danièle Thompson
103. Boulevard du Crépuscule / (Sunset Boulevard), de Billy Wilder, par Jean-Pierre Mocky
104. Scarface / (Scarface) ), de Brian de Palma, par Luc Lagier
105. Les Moissons du Ciel / (Sunset Boulevard), de Terence Malick, par Damien Ziegler
106. Un Après-midi de Chien / (Dog Day Afternoon), de Sydney Pollack, par Dominique Pinon
107. La Griffe du Passé / (Out of teh Past), de Sidney Lumet, par N.T Binh
108. Mars Attacks / (Mars Attacks), de Tim Burton, par Christophe Carrière
109. Manhattan / (Manhattan), de Woody Allen, par Jonathan Zaccaï
110. Citizen Kane / (Citizen Kane), d’Orson Welles, par Richard Berry
111. Play Misty For Me / (Play Misty for Me), de Clint Eastwood, par Martin Drouot
112. Dr. Folamour / (Dr Folamour), de Stanley Kubrick, par Franck Garbarz
113. Orange Mécanique / (A Clockwork Orange), de Stanley Kubrick, par Arnaud Debrée
114. Sueurs Froides / (Vertigo), d’Alfred Hitchcock, par Claude Chabrol
115. Les Chaussons Rouges / (The Red Shoes), de Michael Powel, par Natacha Thiéry
116. Lawrence d’Arabie / (Lawrence of Arabia), de David Lean, par Vincy Thomas
117. Taxi Driver / (Taxi Driver), de Martin Scorsese, par Thomas Sotinel
118. Répulsion / (Repulsion), de Roman Polanski, par Arnaud Debrée
119. The Matrix / (Matrix), d’Andy & Larry Wachowski, par Rafik Djoumi
120. Haute Société / (High Society), de Charles Walters, par NT Binh
121. Macadam Cowboy / (Midnight Cowboy), de John Schleninger, par Vincy Thomas
122. La Rivière Rouge / (Red River), d’Howard Hawks et Arthur Rosson, par Clélia Cohen
123. Les Nerfs à Vif / (Cape Fear), de Jack Lee Thompson, par Gilles Tordjman
124. Qu'est-il arrivé à Baby Jane? / (What Ever Happened to Baby Jane?), de Robert Aldrich, par Christian Viviani
125. Le Facteur Sonne Toujours Deux Fois / (The Postman Always Rings Twice), de Tay Garnett, par Florence Colombani
126. Cinq Pièces Faciles / (Five Easy Pieces), de Bob Rafelson, par Jean-Baptiste Thoret
127. Soudain l'Eté Dernier / (Suddenly, Last Summer), de Joseph L. Mankiewicz, par Arnaud Debrée
128. Hair / (Hair) ), de Milos Forman, par Vincy Thomas
129. L'Homme Qui Voulut Etre Roi / (The Man Who Would Be King), de John Huston, par Alexandre Tylski
130. Le Pont de la Rivière Kwaï / (The Bridge on the River Kwai), de David Lean, par Clara Baum
131. L'impossible Mr Bébé / (Bringing Up Baby), de Howard Hawks, par Vincy Thomas
132. Rencontres du Troisième Type / (Close Encounters of the Third Kind), de Steven Spielberg, par Arnaud Debrée
133. Voyage au Bout de l’Enfer / (The Deer Hunter), de Michael Cimino, par Frédéric Mercier
134. West Side Story / (West Side Story), de Jerome Robbins et Robert Wise, par NT Binh
135. Certains l'Aiment Chaud / (Some Like It Hot), de Billy Wilder, par Florence Colombani
136. King Kong / (King Kong), de Merian C.Cooper et Ernest B. Schoedsack, par Arnaud Debrée

## Fiche technique
Genre : Collection documentaire / art et culture 
Format : épisodes de 8 et 13 minutes (+ assemblages en 26 minutes)
Coproduction : GAIALAND / TCM (a Turner AOL Time Warner Company)
Catalogue films : Turner / Warner / MGM / UA
Production déléguée : Guilhem Pratz / Gaialand
Concept / format : Guilhem Pratz
Développé avec la participation de : Dominique Guillotin, Nicolas Saada, Nathalie Goldgrab
Réalisation : Dominique Guillotin
Direction de production : Yovan Goualc'h
Direction éditoriale / TCM : Marika Puiseux, Charline Delpluget, Falko Jahn
Suivi de production / TCM : Philippe Touzery
Conseiller éditorial : Vincy Thomas (Écran Noir)
Monteur : Jean-Yves Vuillequez 
Moyens techniques: Gaialand / Sylicone		
Intervenants (septembre 2008) :
Michel Alexandre - Anne Andreu - Thierry Arbogast - Thierry Ardisson - Sophie Avon - Jean-Marc Barr - Frédéric Beigbeder - Alain Bergala - Richard Berry - Dominique Besnehard - N.T Binh - Bernie Bonvoisin - Nicole Brenez - Patrick Brion - Christophe Carrière - Claude Chabrol - Philippe Chany - Étienne Chatiliez - Michel Ciment - Clélia Cohen - Florence Colombani - Alain Corneau -  Clotilde Courau - Emma de Caunes - Philippe Decouflé - Antoine de Baecque - Arnaud Debrée - Rafik Djoumi - Jean Douchet - Martin Drouot - Thierry Frémont - Franck Garbarz - José Garcia – Benoît Gautier - Julie Gayet - Marie Gérard - Jean Antoine Gili - Michel Grisolia - Christine Haas – Dominique Issermann - Jan Kounen -  Luc Lagier - Christophe Le Caro - Michel Lecourt – Virginie Ledoyen - Pierre Lescure - Philippe Manœuvre - Frédéric Mercier - Eric Libiot - David Martinez – Claude Miller - Jean-Pierre Mocky - Pierre Murat - Olivier Nicklaus - Sébastien Ors - Dominique Pinon - Pitof - Agnès Poirier - Jacque Poitrat - Michel Reilhac - Pierre Rissient - Nicolas Saada - Frédéric Sabouraud - Romain de Sailly – Bruno Solo - Thomas Sotinel - Frédéric Taddeï - Bertrand Tavernier - Natacha Thiéry - Vincy Thomas - Danièle Thompson - Jean-Baptiste Thoret - Gilles Tordjman - Alexandre Tylski - Serge Toubiana - Didier Verdurand - Christian Viviani - Jonathan Zaccaï -
Damien Ziegler - …